# 横山博
横山 博（よこやま ひろし、1945年 - ）は、ユング派の心理学者・精神科医、甲南大学名誉教授。
石川県生まれ。1970年京都大学医学部卒業、精神医学を専攻。精神病院勤務のかたわらユング心理学を研究。1983年から二回にわたってチューリッヒ・ユング研究所に学び、89年ユング派分析家の資格を取得。病院勤務をつづけながら横山分析心理研究所を開設。1995年甲南大学文学部教授。2011年退任、名誉教授。

## 著書
- 『神話のなかの女たち 日本社会と女性性』人文書院 1995
- 『心理療法とこころの深層 無意識の物語との対話』新曜社 2006

### 共編・編
- 『心理臨床の治療関係』小川捷之共責任編集 金子書房 心理臨床の実際 1998
- 『心理療法 言葉/イメージ/宗教性』編 新曜社 心の危機と臨床の知 2003
- 『心理療法と超越性 神話的時間と宗教性をめぐって』編 人文書院 心の危機と臨床の知 2008

### 翻訳
- ハロルド・F.サールズ『逆転移 分裂病精神療法論集 3』佐藤健司,馬場一彰,西口芳伯,松本雅彦共訳 みすず書房 1996
- D.ローゼン『うつ病を生き抜くために 夢と描画でたどる魂の癒し』監訳 皆藤章,伊藤俊樹,進藤貴子,金山由美共訳 人文書院 2000